# 卬姓
卬姓，一個較罕見的中文姓氏。

## 分布
今四川、安徽、东北一带分布有此姓。

## 名人
- 卬祗：汉时御史大夫。
- 卬攀：五代后蜀李寿部先锋。

## 外部連結
- 臺灣尋根網（页面存档备份，存于）